# Nell Freudenberger

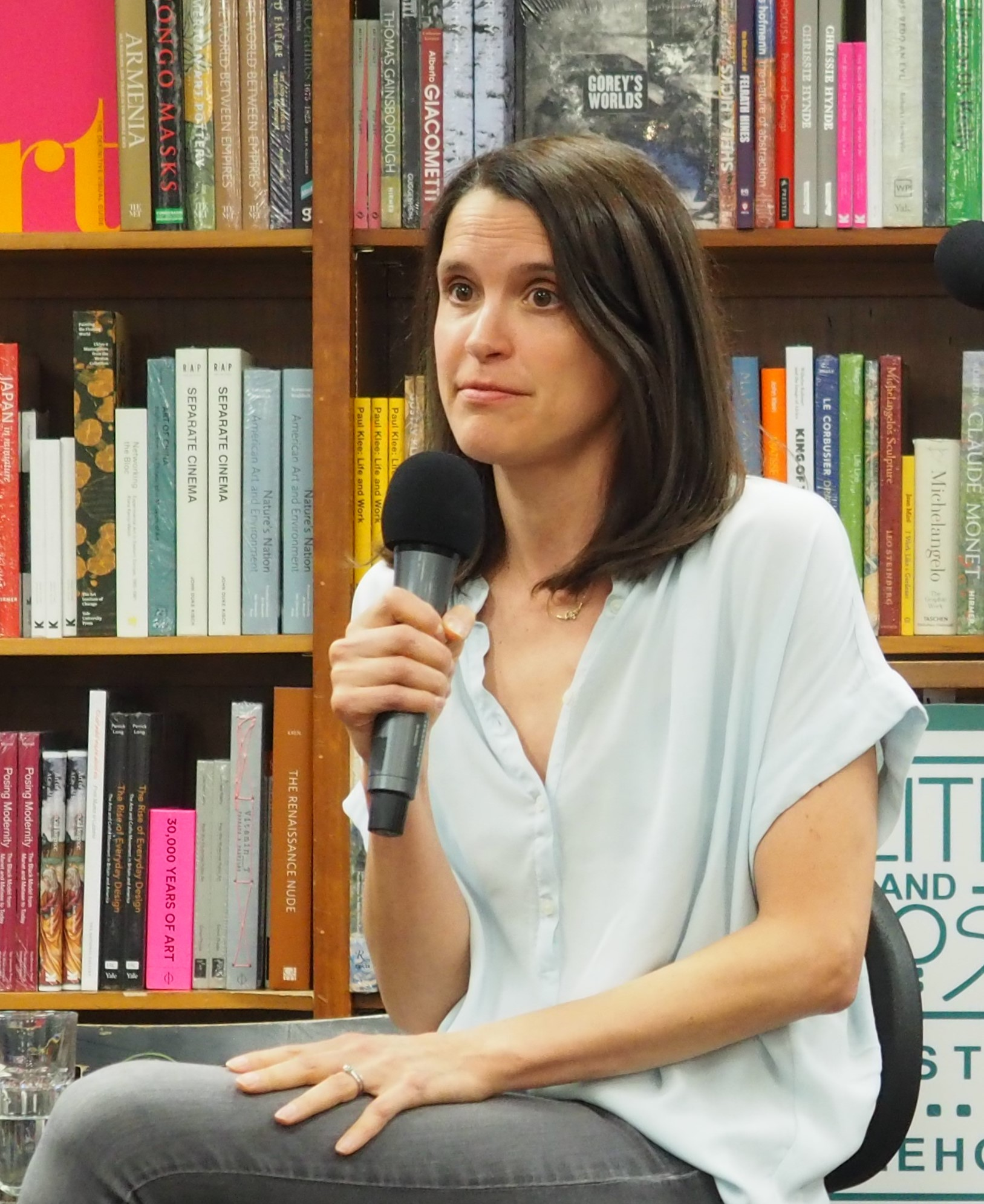
Nell Freudenberger

Nell Freudenberger (geboren 1975 in New York City) ist eine US-amerikanische Schriftstellerin.   

## Leben
Nell Freudenberger studierte an der Harvard University. Sie arbeitete als Redaktionsassistentin beim New Yorker. Sie machte Reisen durch Südostasien und schrieb darüber in Travel + Leisure, Salon und im Telegraph Magazine.
Ihre Geschichtensammlung Lucky Girls erhielt einen PEN/Malamud Award sowie 2004 den Sue Kaufman Prize for First Fiction von der American Academy of Arts and Letters. Sie hatte 2010 eine Guggenheim Fellowship. Sie erhielt außerdem einen Whiting Award und eine Cullman Fellowship von der New York Public Library. Freudenberger lebt mit Mann und zwei Kindern in Brooklyn.

## Werke (Auswahl)
- Lucky Girls. Ecco/HarperCollins 2003, ISBN 978-0-06-008879-8
  - Lucky Girls. Erzählungen. Übersetzung Monika Schmalz. Berlin : Berlin Verlag, 2004 ISBN 9783827004796
- The Dissident. Ecco/HarperCollins 2006, ISBN 978-0-06-075871-4
- The Newlyweds.  Knopf 2012, ISBN 978-0307268846
- Lost and Wanted. Knopf 2019, ISBN 978-0385352680